# Sonic the Hedgehog 4: Episode I
Sonic the Hedgehog 4: Episode I (Japans: (ソニック・ザ・ヘッジホッグ4 エピソードI) is een Japans platformspel van Sega dat op 7 oktober 2010 is uitgebracht. Het is het vervolg op het in 1994 uitgebrachte Sonic & Knuckles. Het spel is speelbaar in high-definition-beeldformaat op de Wii, PlayStation 3, iPhone/iPod Touch en de Xbox 360. Het spel is ontwikkeld door Dimps.
Het spel heeft de opzet van een 2D sidescrolling platformspel gelijk aan de oudere Sonic-spellen.

## Ontwikkelteam
- Regie: Toshiyuki Nagahara
- Producenten: Takashi Iizuka, Hiroyuki Kawano
- Grafisch: Hideaki Moriya
- Muziek: Jun Senoue

## Personages
- Sonic the Hedgehog: 's werelds snelste egel, staat altijd klaar om mensen te helpen.
- Dr. Eggman: egocentrisch kwade genie met een IQ van 300. Hij wil koste wat het kost de wereld veroveren.

## Platforms
| Jaar | Platform                             |
| ---- | ------------------------------------ |
| 2010 | PlayStation 3, Wii, Xbox 360, iPhone |
| 2011 | Android, Windows Phone, iPad         |
| 2012 | Windows                              |
| 2013 | BlackBerry, Ouya                     |

## Ontvangst
| Beoordeeld door       | Platform      | Datum            | Score |
| --------------------- | ------------- | ---------------- | ----- |
| Eurogamer.net (GB)    | Xbox 360      | 12 oktober 2010  | 90%   |
| Eurogamer.net (GB)    | PlayStation 3 | 12 oktober 2010  | 90%   |
| TotalVideoGames (TVG) | Xbox 360      | 12 oktober 2010  | 90%   |
| 4Players.de           | Xbox 360      | 14 oktober 2010  | 83%   |
| IGN                   | PlayStation 3 | 8 oktober 2010   | 80%   |
| Gaming Age            | PlayStation 3 | 19 oktober 2010  | 75%   |
| 1UP                   | Xbox 360      | 11 oktober 2010  | 75%   |
| PC Gameplay (Benelux) | PlayStation 3 | 26 november 2010 | 71%   |
| D+PAD Magazine        | Wii           | 21 oktober 2010  | 70%   |
| Thunderbolt Games     | Wii           | 29 oktober 2010  | 70%   |